# Người Chechen
Người Chechnya (/ˈtʃɛtʃən/; tiếng Chechen: Нохчий Noxçiy ; tiếng Chechnya Cổ: Нахчой Naxçoy) là một dân tộc Kavkaz trong nhóm các dân tộc Nakh có nguồn gốc ở Bắc Kavkaz ,khu vực Đông Âu. Họ gọi mình là Vainakh (có nghĩa là "dân tộc của chúng ta" trong tiếng Chechnya) hoặc Nokhchiy (phát âm [no̞xtʃʼiː]; số ít Nokhchiy, Nakhchuo hoặc Nakhtche). Người Chechnya và người Ingush được gọi chung là Vainakh. Đa số Người Chechnya ngày nay sống ở Cộng hòa Chechnya, một nước cộng hòa tự trị của Liên bang Nga.

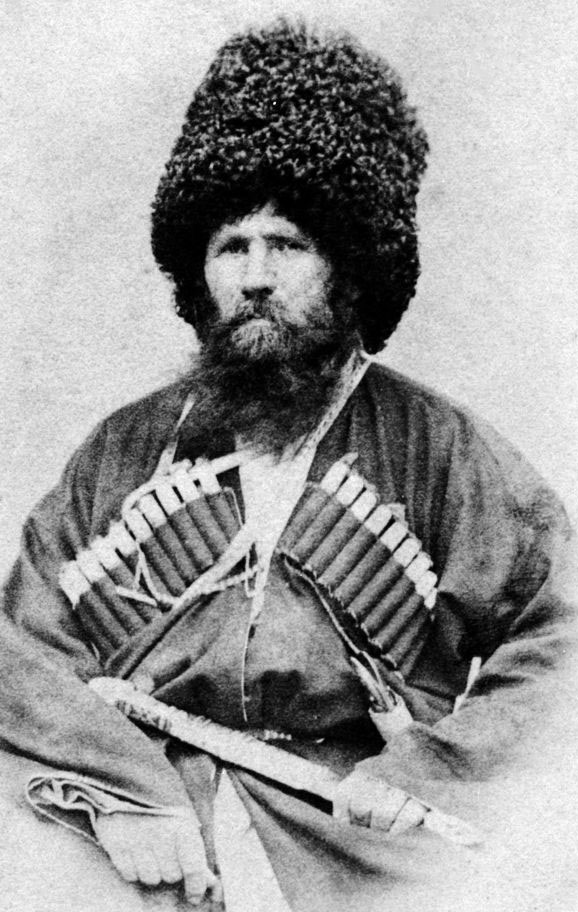
Chiến binh người Chechnya vào thế kỷ XIX.

Địa hình bị cô lập bởi dãy núi Kavkaz và giá trị chiến lược mà các quốc gia xung quanh áp đặt lên khu vực có người Chechnya định cư đã góp phần tạo ra nhiều cho đặc tính cộng đồng cho người Chechnya và giúp hình thành đặc tính độc lập dân tộc một cách mạnh mẽ. Xã hội Chechnya có truyền thống bình đẳng và được tổ chức xung quanh nhiều gia tộc tự trị địa phương, được gọi là các Teip.

## Nguồn gốc

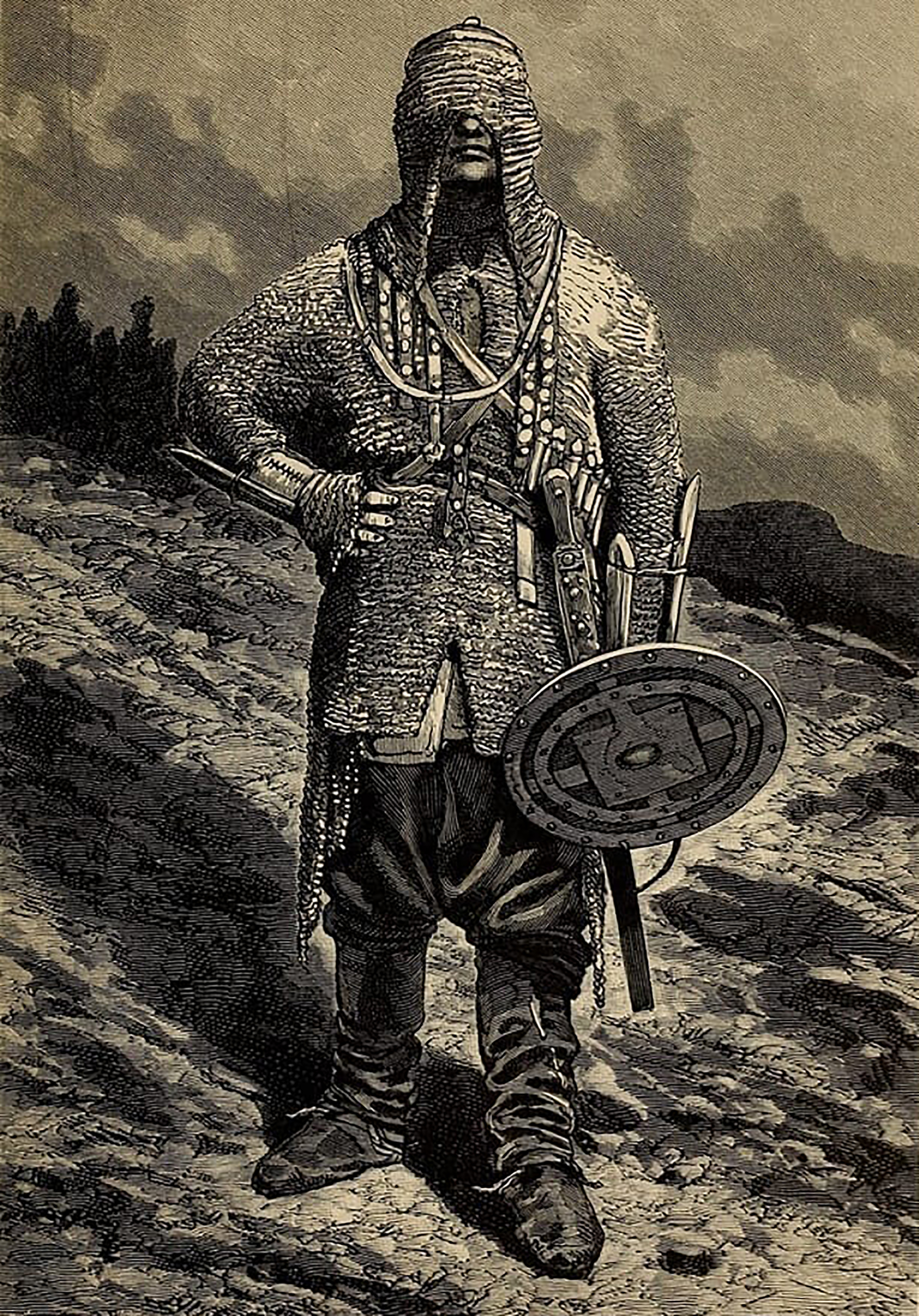
Chiến binh người Chechnya